# 고대 그리스-인도 관계

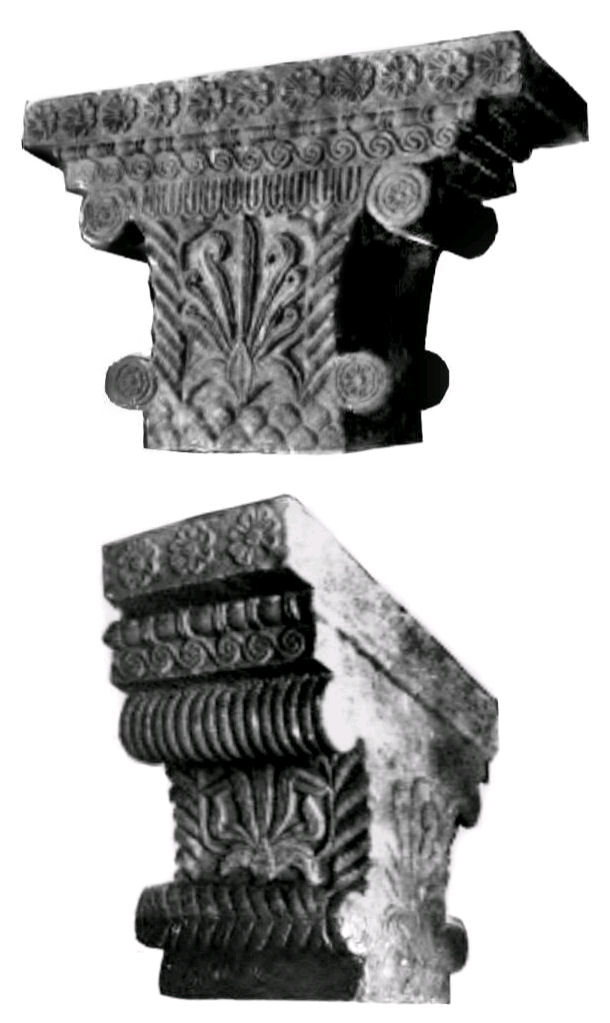
파탈리푸트라 주두, 그리스와 페르시아의 영향을 보여주는 마우리아 제국 초기, 기원전 3세기경.

고대 그리스인들에게 인도 (그리스어: Ἰνδία)는 세리카를 제외하고 페르시아 동쪽과 히말라야산맥 남쪽에 위치한 지리적 지역을 의미했다. 역사상 여러 시점에서 이 용어는 더 광범위한 인도 아대륙이나 덜 광범위한 인더스 평원을 지칭하게 되었다.

## 이름
그리스인들은 고대 인도인을 인도이(그리스어: Ἰνδοί, 인더스강의 사람들)라고 불렀다. 베다 아리아인들은 그리스인들을 야바나, 야바나 또는 야바나카라고 불렀는데, 이 용어는 이오니아인에서 파생되었다. 야완은 고대 그리스인을 지칭하는 히브리어 용어이다. 비문과 팔리어 문헌은 산스크리트어 야바나에 해당하는 프라크리트어가 야바나임을 보여준다. 인도인들은 이 용어를 그리스인들을 야우나스라고 불렀던 페르시아인들에게서나 셈어에서 차용했을 것이라는 주장이 제기되었다.
전통적인 인도 문법학자들은 야바나라는 단어가 산스크리트어 어근 유('섞다, 혼합하다')에서 파생되었다고 믿었다. 야바나라는 용어의 가장 초기의 기록은 파니니의 문법서인 아시타디아이에 나타난다. 그는 접미사 -아누크의 사용법을 설명하면서 야바나니를 예시 중 하나로 인용한다. 또한 카티아야나는 이 접미사가 야바나라는 단어에 붙으면 필체를 나타낸다고 설명한다. 야바나니와 야바날리퍄암은 야바나족이 사용했던 문자들의 예시이다.
원래 야바나라는 단어는 '그리스인'을 의미했지만, 후기에는 로마인, 아랍인, 그리고 일반적으로 서양인들을 지칭하는 데에도 사용되었다.

## 신화와 전설

### 디오니소스

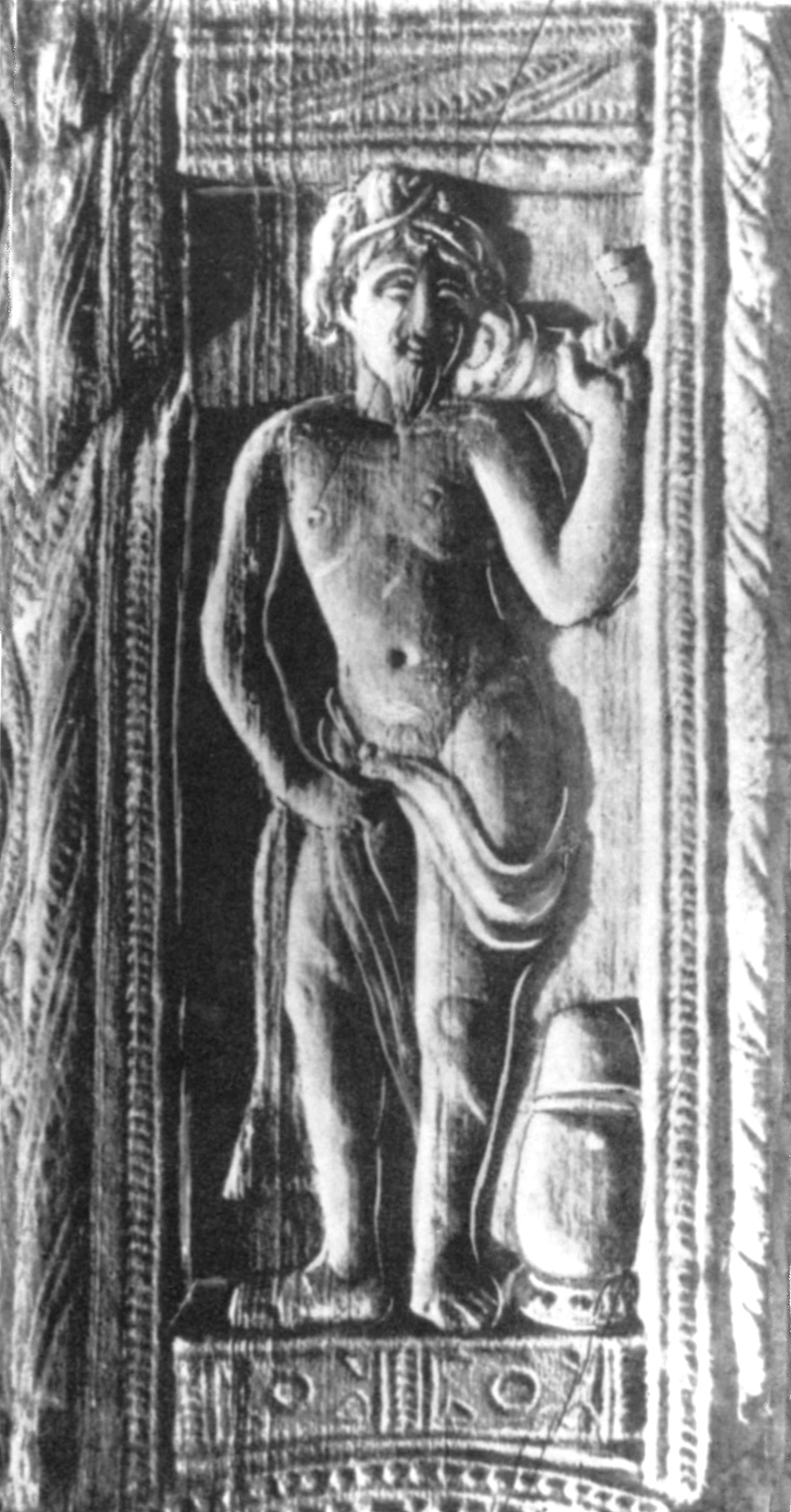
나가르주나콘다, 남인도, 서기 3세기, 디오니소스 부조.

메가스테네스는 디오니소스 신이 선사시대에 인도에 도착했다고 기록했으며, 아테네의 아폴로도로스도 비블리오테카에서 같은 내용을 기록했다. 폴리아이노스는 디오니소스가 데리아데스 왕과 싸운 후 인도인들을 제압하고 그들과 아마조네스와 동맹을 맺어 자신의 휘하에 두었다고 기록했다. 그는 나중에 그들을 박트리아에 대한 자신의 전쟁에 고용했다.
논노스의 서사시 디오니시아카는 디오니소스의 인도 원정을 이야기한다. 논노스는 또한 콜레테스(고대 그리스어: 'Κολλήτης')에 대해서도 썼는데, 그는 인도 민족의 창시자라고 알려진 거대하고 강력한 인물이었다. 게다가 14권에서는 헤라가 인도인 추장과 대화하고 설득하여 디오니소스의 군대와 싸우도록 인도인으로 변신한다.
그리스 사화집에 실린 디오니소스 찬가는 디오니소스 인도레테스('Ἰνδολέτης')라고 불리는데, 이는 '인도인 살해자' 또는 '인도인을 죽인 자'를 의미한다. 그리스 사화집의 다른 시들도 디오니소스의 인도 전쟁에 대해 언급한다. 알페시보이아('Ἀλφεσιβοῖα')는 디오니소스에게 사랑받았던 인도의 님프였다.
필로스트라토스는 디오니소스가 인도인들에게 니시아 혹은 니세아(Νύσιος')라고 불렸다고 보고한다. 전설에 따르면 그는 뉘사 시를 건설했으며, 이는 때때로 나가라와 동일시된다. 알렉산드로스 대왕이 뉘사에 도착했을 때, 도시의 대표자들은 그를 만나 도시나 그 땅을 점령하지 말아달라고 요청하면서 디오니소스가 도시를 세웠고 그의 유모의 이름을 따서 지었다고 설명했다. 그는 또한 도시 근처의 산을 메론(Μηρόν')이라고 불렀는데, 이는 '허벅지'를 의미하며 디오니소스가 제우스의 허벅지에서 자랐기 때문이라고 한다. 또한 필로스트라토스는 델포이에 있는 은으로 된 공물 원반에 '세멜레와 제우스의 아들 디오니소스가 인도인들로부터 델포이의 아폴론에게 바친다'는 비문('ΔΙΟΝΥΣΟΣ Ο ΣΕΜΕΛΗΣ ΚΑΙ ΔΙΟΣ ΑΠΟ ΙΝΔΩΝ ΑΠΟΛΛΩΝΙ ΔΕΛΦΩΙ')이 새겨져 있었다고 언급한다. 더욱이 그는 캅카스와 코펜강을 따라 사는 인도인들이 디오니소스를 그리스의 테베 시의 종교 의식을 아는 아시리아인 방문객이라고 말했으며(고대 그리스 전설에 따르면 디오니소스는 그곳에서 태어났다).
아르고나우티카에서 아폴로니오스 로디오스는 제우스의 아들인 뉘세아인이 인도 부족들을 떠나 테베에 거주하게 되었다고 썼다. 인더스강과 하이드라오테스강 사이의 지역과 갠지스강까지 뻗어 있는 대륙 지역에 거주하는 인도인들은 디오니소스가 인더스강의 아들이며 테베의 디오니소스가 그의 제자라고 선언했다. 필라르쿠스는 디오니소스가 인도에서 아피스와 오시리스라는 두 황소를 이집트로 가져온 최초의 인물이라고 썼으며, 플루타르코스는 이 이론을 터무니없다고 생각했다.

### 헤라클레스

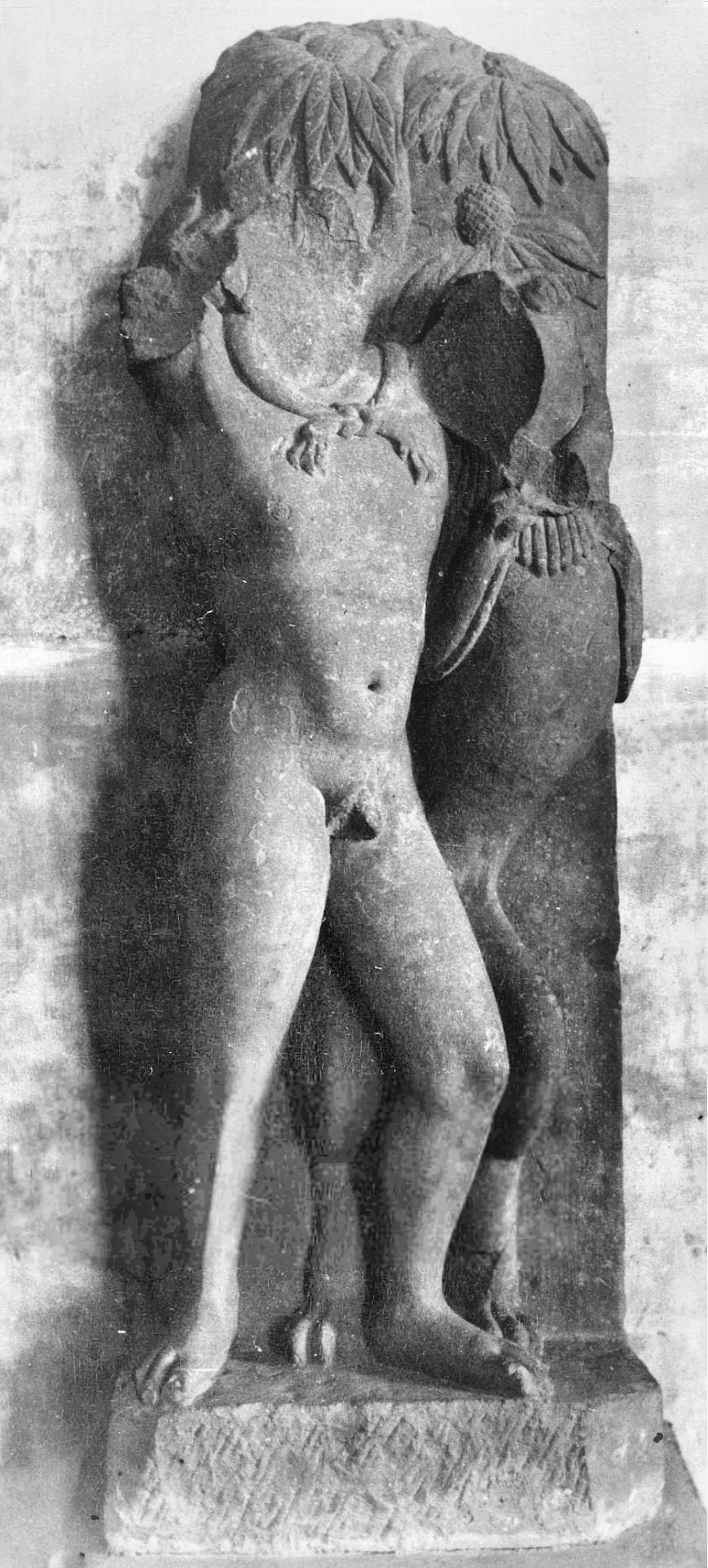
마투라 헤라클레스가 네메아 사자를 목졸라 죽이는 모습, 인도 마투라.

메가스테네스는 헤라클레스의 전설적인 인도 도착에 대해서도 썼다. 판다이에('Πανδαίη')는 헤라클레스가 인도에서 낳은 딸이었다. 그는 그녀에게 인도의 남부를 주었고, 그곳에서 그녀는 여왕으로 통치했다. 전설에 따르면, 인도의 판다이족은 그녀의 후손이며, 이 때문에 그들은 인도에서 유일하게 여성 통치자 전통을 가진 부족이었다. 알렉산드로스 대왕 시대에 소우라세노이라고 불리는 인도 부족은 헤라클레스를 숭배했다. 퀸투스 쿠르티우스 루푸스는 알렉산드로스가 동쪽으로 진격하는 동안 인도 병사들이 '헤라클레스'라는 이름의 깃발을 들고 있었다고 언급한다.

## 두 문명 간의 접촉, 기록 및 영향

### 화폐
기원전 약 200년부터 기원후 첫 천년 초까지, 인도-그리스 왕국은 오늘날의 파키스탄, 아프가니스탄 일부, 인도 북서부 지역을 아우르는 영역을 차지했다. 카피시 도시는 인도-그리스 동전에 나타났다.
인도-그리스 왕국을 계승하고 거의 400년 동안 지속된 쿠샨 제국은 동전에 그리스 알파벳과 그리스 전설을 사용했다. 쿠샨족은 또한 그리스 문화의 다른 요소들을 채택했다. 처음에는 그리스 신화에서 유래한 예술 테마가 흔했지만, 나중에는 불교 이미지가 지배적이었다. 거의 같은 시대에 쿠샨 제국 남부에서는 서부 크샤트라파가 인도-그리스 주화에서 파생된 주화를 발행했다. 주화 앞면에는 그리스어로 쓰인 통치자의 측면 초상화가 있고, 뒷면에는 번개와 화살이 브라흐미 문자와 카로슈티 문자로 쓰여 있다. 서기 1세기에 인도-파르티아 왕국의 곤도파레스 왕은 그리스식 아우토크라토르 칭호가 새겨진 주화를 주조했다.

### 비문
북인도의 야바나라자 비문과 루쿠나 유물함에 그리스인들이 언급되어 있다. 기원전 1세기로 거슬러 올라가는 간다라의 스와트 지역에서 발견된 카로슈티 비문에는 그리스 메리다크 테오도로스의 봉헌문이 있다. 라바타크 비문은 그리스 문자를 사용하여 아리아어로 묘사된 언어를 기록했다. 이 비문은 쿠샨 제국의 카니슈카 황제의 통치와 관련이 있다.

### 미술과 문학

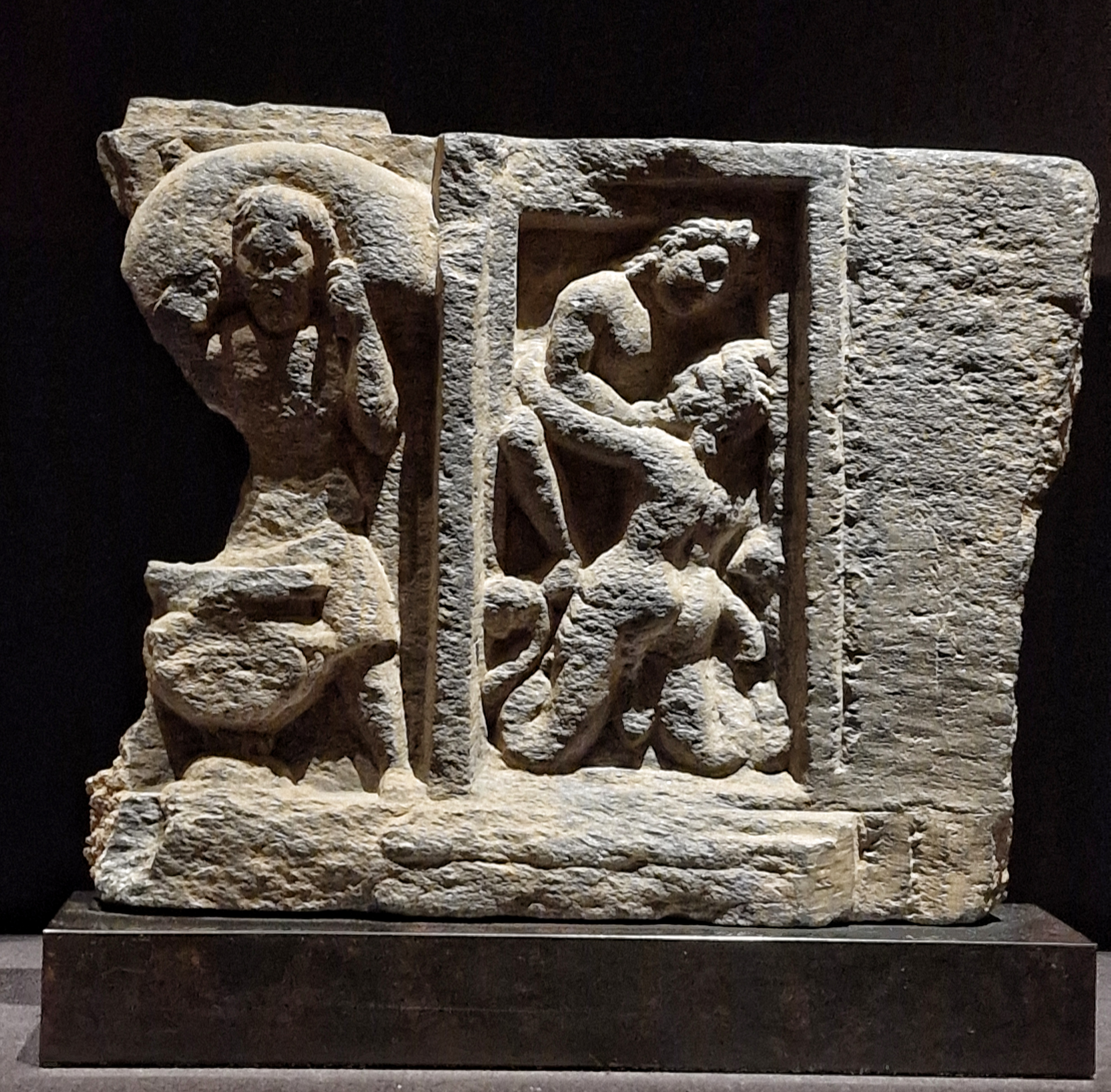
간다라 미술의 도상과 모티프 중 일부는 그리스 미술의 영향을 보여준다.
그리스 신 트리톤; 술이 담긴 가죽 주머니를 들고 있는 젊은이의 디오니소스적 모티프; 또는 꽃 화환을 들고 있는 큐피드.
2세기-3세기, 현재 국립중앙박물관 소장.

그리스 사화집에는 인도와 인도인들이 여러 차례 언급된다. 소포클레스의 희곡 안티고네에서 테베의 크레온은 인도의 황금을 언급한다. 풍자 작가 루키아노스는 인도인들이 어떤 그리스인이나 로마인보다 술에 훨씬 쉽게 취한다고 썼다.
칼리다사는 그의 작품에서 야바니스(그리스 처녀들)를 언급하며, 야바나 가니카(그리스 가니카)는 인도에서 흔한 광경이었다 (인도의 가니카는 그리스 세계의 헤타이라와 비슷했다). 이 소녀들은 또한 연극 예술 훈련을 받았다. 인도 연극은 그리스 희극의 일부 요소를 채택했다.
인도 미술에 대한 헬레니즘의 영향은 잘 기록되어 있다. 간다라 미술은 그리스 양식의 큰 영향을 받았다. 마투라 미술은 인도와 그리스 미술의 혼합이다. 야크시의 인도 조각품인 폼페이 야크시이(Yakshii)는 로마의 폼페이 유적에서 발견되었다. 바르후트 야바나는 바르후트 스투파 주변의 난간 부조에서 발견된 것으로, 그리스 전사를 묘사하고 있다.
나시크 석굴에서는 일부 동굴이 그리스 혈통을 가진 사람들에 의해 건설되었다. 아잔타 석굴의 벽화는 그리스의 영향을 암시하는 방식으로 그려져 있다.

### 철학과 종교

#### 피론주의
철학자 피론은 알렉산드로스 대왕의 인도 원정에 동행했다. 디오게네스 라에르티오스에 따르면 피론은 인도에서 현재 피론주의로 알려진 자신의 철학을 발전시켰다. 디오게네스 라에르티오스는 피론의 스승인 아낙사르쿠스가 인도의 김노소피스트와 마기를 만나 대화했다고 썼다. 크리스토퍼 벡위스의 견해에 따르면 피론의 철학은 불교의 삼법인과 놀랍도록 유사했으며, 이는 그의 가르침이 불교와의 접촉에 영향을 받았음을 시사한다.
나가르주나의 철학과 피론주의, 특히 섹스투스 엠피리쿠스의 현존하는 저작물 사이에 높은 유사성이 있기 때문에, 나가르주나는 인도에 수입된 그리스 피론주의 텍스트에 영향을 받았을 가능성이 있다.

#### 불교
불교는 인도-그리스인들 밑에서 번성하여 그리스 불교 문화적 혼합주의로 이어졌다. 금강수의 도상은 헤라클레스 영웅의 것이 분명하며, 다양한 정도의 혼합 양상을 보인다. 메난드로스 1세는 불교의 후원자 중 한 명이었다. 그는 또한 밀린다왕문경의 주제이기도 하며 신코트 함에 언급되어 있다. G. R. 샤르마는 메난드로스가 레 비문에 언급되어 있다고 주장했지만, 다른 학자들은 이에 동의하지 않는다. 메난드로스 이후 많은 그리스 통치자들이 자신들의 주화에 "마하라자사 드라미카사"(법을 따르는 자)라는 설명을 이름 옆에 새겼다. 이는 그들이 불교도이거나 불교가 그들의 왕국에서 지배적이었다는 것을 반드시 의미하지는 않는다. 왜냐하면 같은 주화에 그리스 종교의 상징도 있었기 때문이다. 하지만 이것은 불교가 중요한 역할을 했다는 것을 나타낸다. 서기 2세기 이후로 추정되는 그리스어 흘림체로 쓰인 불교 사본들이 아프가니스탄에서 발견되었다. 일부는 "로케스바라라자 붓다"(λωγοασφαροραζοβοδδο)를 언급한다.

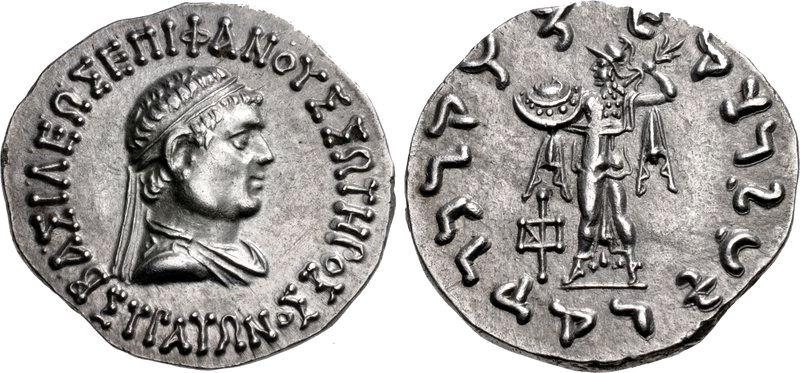
스트라토 1세의 주화. 앞면. 스트라토의 흉상. 그리스어 전설: ΒΑΣΙΛΕΩΣ ΣΩΤΗΡΟΣ ΚΑΙ ΔΙΚΑΙΟΥ ΣΤΡΑΤΩΝΟΣ "구원자이며 정의로운/의로운 왕 스트라토의". 뒷면. 아테나가 번개를 던진다. 팔리어 전설: Maharajasa tratarasa Dhramikasa Stratasa "위대한 구원자 왕 스트라토, 다르마의 추종자".

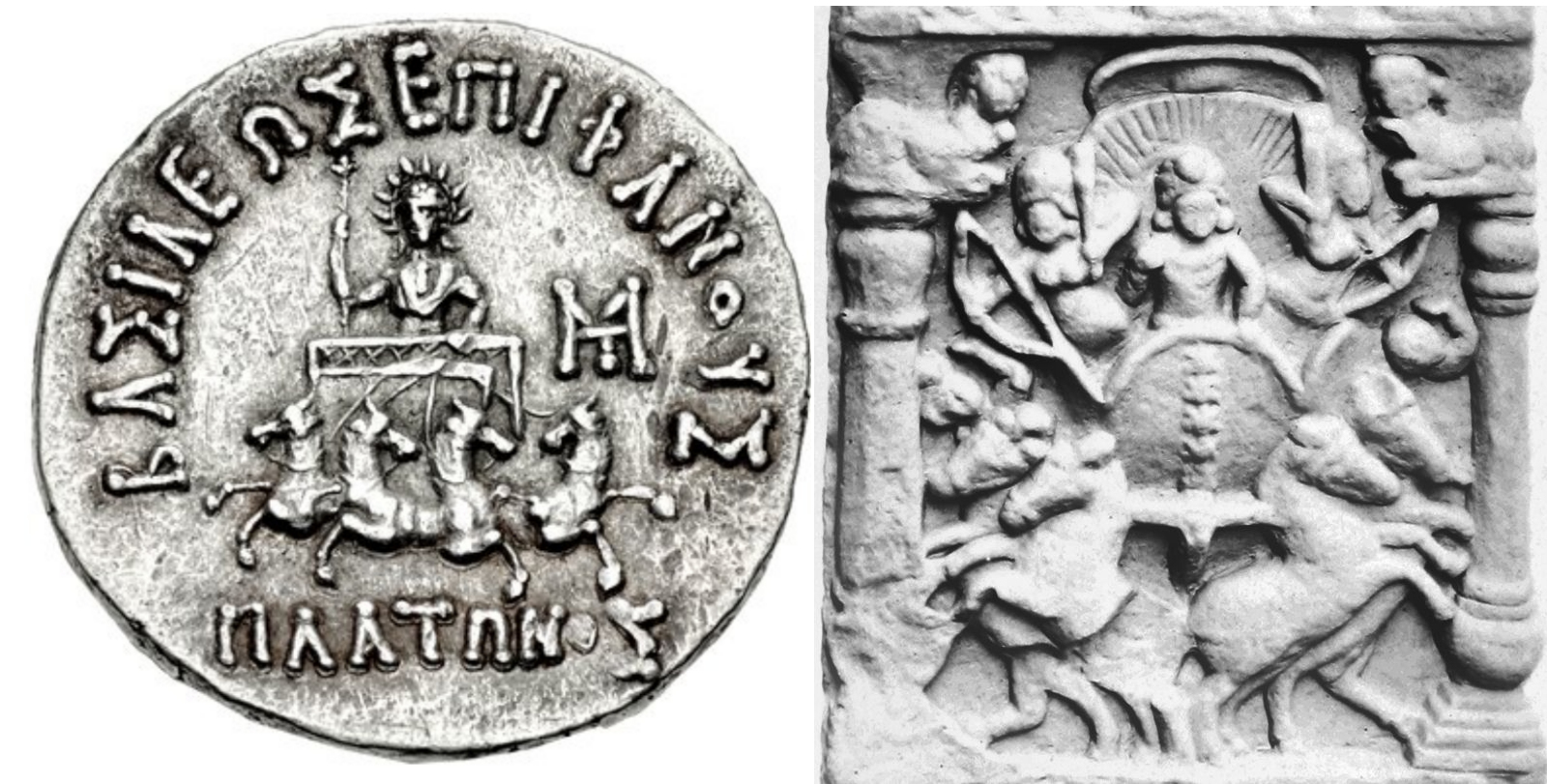
신 헬리오스 (왼쪽)와 부다가야의 수리야 조각상 (오른쪽)이 새겨진 박트리아의 플라톤 주화.

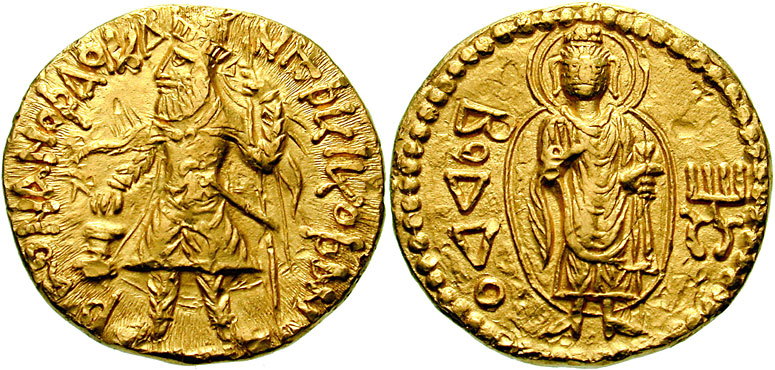
그리스 문자 "ΒΟΔΔΟ"(즉 부처)가 새겨진 카니슈카 주화, 쿠샨 제국, 2세기 CE.

다르마라크시타는 불교로 개종한 그리스인이었다. 그는 마우리아 제국의 아소카 황제가 불교를 전파하기 위해 파견한 선교사 중 한 명이었다. 마하달마라크시타는 캅카스의 알렉산드리아에서 3만 명의 그리스 불교 승려들과 함께 스리랑카 아누라다푸라로 여행했다고 마하밤사에 따르면 기록된 그리스 불교 스승이었다. 마하밤사는 또한 스리랑카의 초기 불교도들이 불교를 배우기 위해 캅카스의 알렉산드리아로 갔다는 내용도 언급한다.
아소카의 주요 암각 비문 중 하나인 칸다하르 그리스어 아소카 칙령은 그리스어와 프라크리트어로 작성되었다. 또한 칸다하르 이중 언어 암각 비문은 그리스어와 아람어로 작성되었다. 아소카 황제는 칸다하르 이중 언어 암각 비문에서 불교와 힌두교의 중심 개념인 "다르마"를 그리스어로 번역한 단어로 "에우세베이아"(경건함)를 사용했다.
프톨레마이오스 이집트에서 발견된 불교 묘비들은 알렉산드리아에 법륜 그림으로 장식되어 있어 헬레니즘 이집트 내에 불교도들이 존재했음을 보여준다. 프톨레마이오스 2세 필라델포스는 아소카의 칙령에 아소카의 불교 전도를 받은 인물로 언급된다.
이제 신들에게 사랑받는 종이 최고로 여기는 정복은 다르마에 의한 정복이다. 그리고 이 정복은 이곳 국경에서, 심지어 600 요자나 떨어진 곳에서도 이루어졌다. 그곳은 그리스 왕 안티오코스가 다스리는 곳이며, 그 너머에는 프톨레마이오스, 안티고노스, 마가스, 알렉산더라는 네 왕이 다스리는 곳이다. 마찬가지로 남쪽으로는 촐라, 판디아에서도, 그리고 탐라파르니까지 이르렀다. 암각 비문 13 (S. Dhammika)

#### 소요학파
아리스토텔레스가 인도에 대해 알고 있던 지식은 기본적으로 스킬락스와 크테시아스에게서 나왔다. 그는 인도 정치에 대해 언급하기 위해 스킬락스를 인용했으며, 크테시아스의 저작을 명확히 참고하여 일곱 종류의 인도 동물을 언급했다.
소요학파 철학자 솔리의 클레아르코스는 인도 종교를 연구하기 위해 동방으로 여행했다.
또 다른 소요학파 철학자인 테오프라스토스는 식물사에 관한 자신의 저서에서 인도 종에 대한 주해를 썼다. 또한 "돌에 관하여"라는 작품에서는 인도에서 생산되는 암석, 돌, 보석을 묘사한다.
소요학파 철학자 메세네의 아리스토클레스는 (기독교 변증론자 에우세비우스가 인용한 바에 따르면) 한 인도인이 아테네에서 소크라테스와 대화했다고 말했다.
그리고 음악가 아리스토크세노스는 이 주장이 인도인에게서 나왔다고 말했다. 그들의 민족의 한 사람이 아테네에서 소크라테스를 만나 그의 철학이 무엇에 관한 것인지 물었고, 그가 인간의 삶을 연구한다고 말하자 인도인은 신을 무시하면 인간의 일을 이해할 수 없다고 말하며 그를 비웃었다. 이것이 사실인지는 아무도 확신할 수 없다.

#### 기독교
알렉산드리아의 클레멘스는 스트로마타에서 인도, 김노소피스트, 브라흐만, 붓다 등에 대해 썼다.
그리스 신학자 판타이누스는 인도에 여행했다고 전해진다.

#### 소피스트
그리스 소피스트 필로스트라토스는 그의 작품 티아나의 아폴로니오스 생애 (el|Βίος Απολλωνίου του Τυανέως)와 수다에서 그리스 철학자 티아나의 아폴로니오스가 인도에 여행했다고 언급했다.
소피스트 디온 크리소스토모스는 그의 작품 담화록에서 인도를 언급하며 호메로스의 시가 인도에서 불린다고 썼다. 그는 또한 서기 100년경 알렉산드리아 청중 중에 박트리아인과 인도인이 있었다고 언급했다.

### 정치와 군사

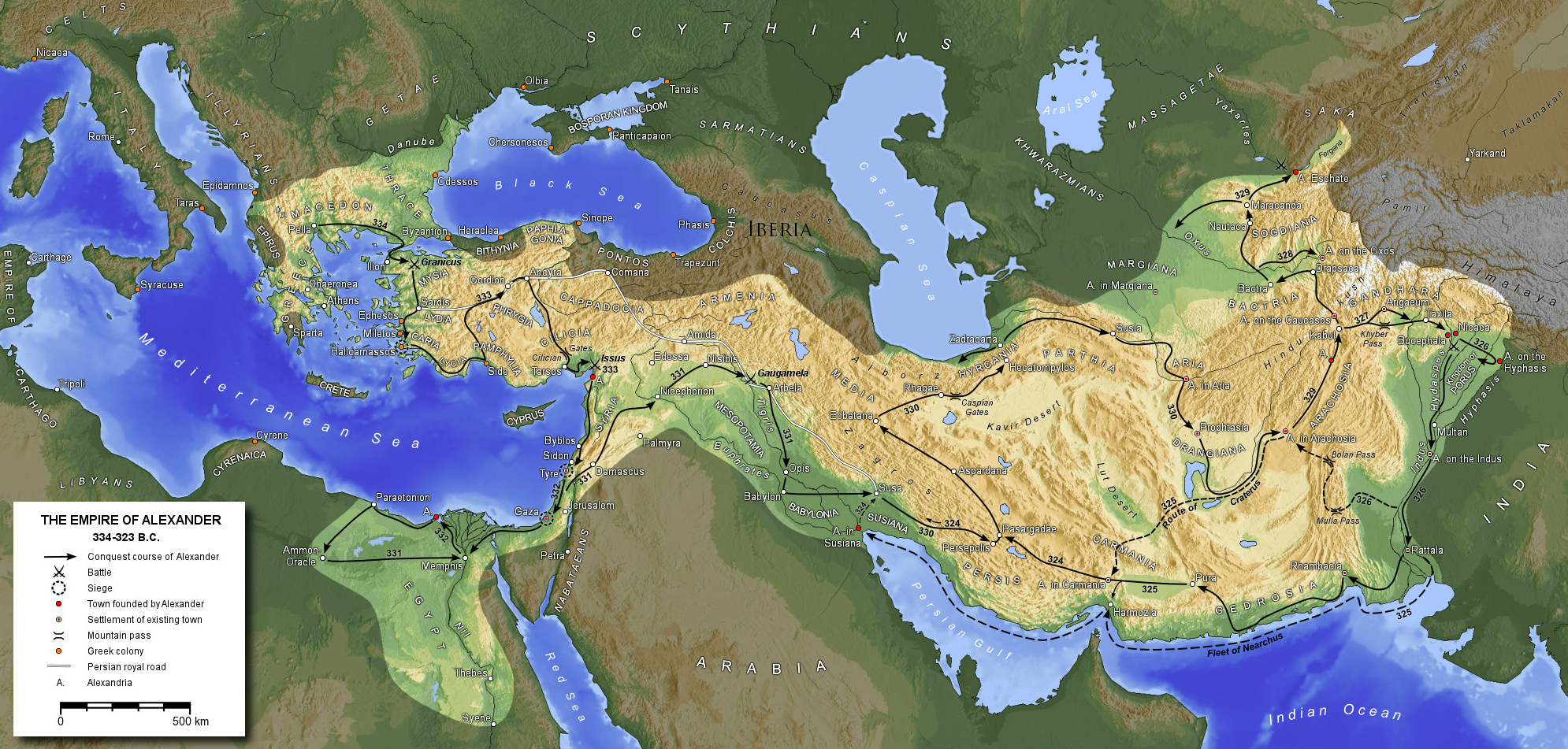
알렉산드로스 대왕 제국의 지도와 그와 피론, 아낙사르쿠스, 오네시크리투스가 인도로 향한 경로.

제2차 그리스-페르시아 전쟁 중 페르시아 군대에는 인도 보병과 기병이 모두 있었다.
가우가멜라 전투에서 다리우스 3세는 알렉산드로스 대왕에 맞서 인도 군대를 사용했다. 나중에 알렉산드로스 대왕의 인도 원정 동안 알렉산드로스 군대는 포로스의 군대를 포함하여 많은 인도 부족과 왕국에 맞서 싸웠다. 플루타르코스는 그의 작품 플루타르코스 영웅전, "알렉산더의 생애"에서 이 전투에 대해 썼다. 인도 왕 암비 (그리스인들은 그를 탁실레스라고 불렀다)는 자신의 병력으로 알렉산드로스를 지원했다. 필로스트라토스는 티아나의 아폴로니오스 생애에서 포로스 군대에 알렉산드로스 군대에 용감히 맞서 싸운 코끼리가 있었는데, 알렉산드로스가 그 코끼리를 헬리오스 (태양)에게 바치고 그렇게 위대한 동물은 위대한 이름을 가질 자격이 있다고 생각하여 "아이아스"라고 이름 붙였다고 썼다. 그 코끼리의 엄니 주위에는 금반지가 있었고, 그 위에는 그리스어로 "제우스의 아들 알렉산드로스는 아이아스를 헬리오스에게 바친다" (ΑΛΕΞΑΝΔΡΟΣ Ο ΔΙΟΣ ΤΟΝ ΑΙΑΝΤΑ ΤΩΙ ΗΛΙΩΙ)라는 비문이 새겨져 있었다. 알렉산드로스는 또한 인도의 김노소피스트들과 만나 대화했으며, 그중에는 단다미스와 칼라노스도 있었다.
알렉산드로스는 암비와 포로스가 그들의 왕국을 유지할 수 있도록 했고 옥시아르테스 왕국에 파로파미사다이를 추가했다. 또한 그는 페이톤과 필리포스에게 인도 사트라피를 주었다. 알렉산드로스에게 복종의 사절을 보낸 인도 왕 아비사라는 상당한 영토를 추가하여 왕국을 유지할 수 있었다.
알렉산드로스는 또한 인도 왕 페게오스의 왕국을 정복했다. 주민들은 알렉산드로스 군대를 환영했고 왕은 알렉산드로스를 만나 많은 선물을 주었다. 그는 또한 사가라 시를 정복했다.
알렉산드로스는 페게오스와 포로스에게 히파시스강 너머에 무엇이 있는지 물었고, 그들의 대답을 듣고 계속 나아가기로 결정했다. 그는 자신의 군대가 반란을 일으키기 전에 인도 왕 크산드라메스를 공격할 준비를 하고 있었다. 군대의 반란 이후, 그는 말리족 원정을 수행했다.
오리티아인과 아라비티아인들을 정복한 후, 알렉산드로스는 아폴로파네스를 그 지역의 사트라프(태수)로 임명했다.
고대 작가들에 따르면, 마사가의 클레오피스 여왕은 알렉산드로스 대왕과의 사이에 아들이 있었다고 한다. 현대 역사가들은 이를 부인한다.
가비에네 전투 이후, 안티고노스 1세 모노프탈모스는 은방패병단을 아라코시아의 시비르티우스에게 보냈다.
인도-그리스 왕국과 그리스-박트리아 왕국은 알렉산드로스 대왕의 후계자들에 의해 건국되었다 (그리스의 인도 원정). 야바나 시대는 인도에 그리스인들이 존재했던 시기를 묘사한다.
인도 자료에 따르면, 그리스 군대는 찬드라굽타 마우리아가 난다 왕조를 전복하고 마우리아 제국을 세우는 데 도움을 준 것으로 보인다. 나중에 셀레우코스 1세의 군대는 찬드라굽타의 군대와 맞닥뜨렸다. 찬드라굽타와 셀레우코스는 결국 동맹을 맺었다. 셀레우코스는 그에게 자신의 딸을 결혼시켰고, 아라코시아, 헤라트, 카불, 마크란 영토를 할양했으며, 500마리의 전쟁 코끼리를 받았다.
메가스테네스는 인도에 여행하여 그리스인들에게 산드라코토스(찬드라굽타)로 알려진 찬드라굽타 마우리아와 여러 차례 면담했다.
인도 제2대 마우리아 황제 빈두사라는 그리스인들과 외교 관계를 맺었으며 매우 우호적인 감정을 가지고 있었다. 그는 심지어 안티오코스 1세 소테르에게 자신의 궁정에 그리스인 소피스트를 보내달라고 요청하기도 했다.
프톨레마이오스 2세 필라델포스는 플리니우스 플라톤에 의해 디오니시오스라는 이름의 사절을 마우리아 제국 궁정의 파탈리푸트라로 보낸 것으로 기록되어 있는데, 아마도 아소카 황제에게 보냈을 것이다.
"그러나 [인도]는 인도 왕들의 궁정에 거주했던 다른 몇몇 그리스 작가들, 예를 들어 메가스테네스와 필라델포스에 의해 특별히 파견된 디오니시오스에 의해 다루어졌습니다. 이들 모두는 이 민족들의 힘과 막대한 자원에 대해 상세히 설명했습니다." 플리니우스 플라톤, "자연사", 21장
아소카는 또한 몇몇 그리스인들을 고위 공직(야바나라자, 그리스 왕 또는 총독을 의미)에 임명했다. 예를 들어, 투샤스파가 있다. 또한 그의 칙령에는 인도의 북서쪽 국경에 야바나(그리스) 지방이 언급되어 있는데, 이는 아마도 아라코시아일 것이다.
폴리비오스는 인도 코끼리가 전투에서 사용된 것과 인도 왕 소파가세노스와 안티오코스 3세 메가스 간의 동맹에 대해 썼다.
디오도로스는 이암불루스를 인용하며 파탈리푸트라의 왕이 "그리스인에 대한 큰 사랑"을 가지고 있었다고 언급했다.
아테네의 아폴로도로스와 로마 역사가 유스티누스는 박트리아 그리스인이 인도를 정복했다고 확인했다. 유스티누스는 또한 데메트리오스 1세 아니케토스를 "인도인들의 왕"이라고 묘사했다. 그리스와 인도 자료는 그리스인들이 기원전 170년 박트리아에서 쿠데타가 발생하여 후퇴할 수밖에 없기 전까지 파탈리푸트라까지 진격했음을 나타낸다.
헬리오도로스 기둥은 기원전 110년경 현재 인도 중부 비디샤에 세워진 돌기둥으로, 숭가 제국의 바가바드라 왕 궁정에 파견된 인도-그리스 왕 안티알키다스의 그리스 대사 헬리오도로스에 의해 건립되었다. 이 유적지는 불교 스투파인 산치에서 약 5마일 떨어져 있다.
프라오테스 왕은 아버지의 궁정에서 그리스 교육을 받았으며 유창하게 그리스어를 구사했다.
스테파노스 비잔티노스는 인도에 있는 다이다라(Daedala)라는 도시를 인도-크레타 도시라고 불렀는데, 이는 아마도 크레타 용병들의 정착지였기 때문일 것이다.
타밀어 시에서는 인도 왕들을 위해 용병으로 복무한 그리스 병사들을 "용맹한 눈을 가진 야바나인들, 그들의 몸은 강인하고 무시무시한 모습이었다"고 묘사한다.
알프레드 샤를 오귀스트 푸셰는 간다라 조각상의 마라 군대 일부가 그리스 용병을 나타낼 수 있다고 주장했다.
실라파티카람은 야바나 병사들을 언급하는데, 학자들, 특히 딕시타르 교수에 따르면 이는 타밀 왕들이 고용한 그리스 용병들을 지칭하는 것이다.
파니니의 주석가인 파탄잘리는 그리스인들이 수행한 두 가지 공성전, 즉 사케타 공성전과 마드야미카 공성전을 묘사한다.

### 무역

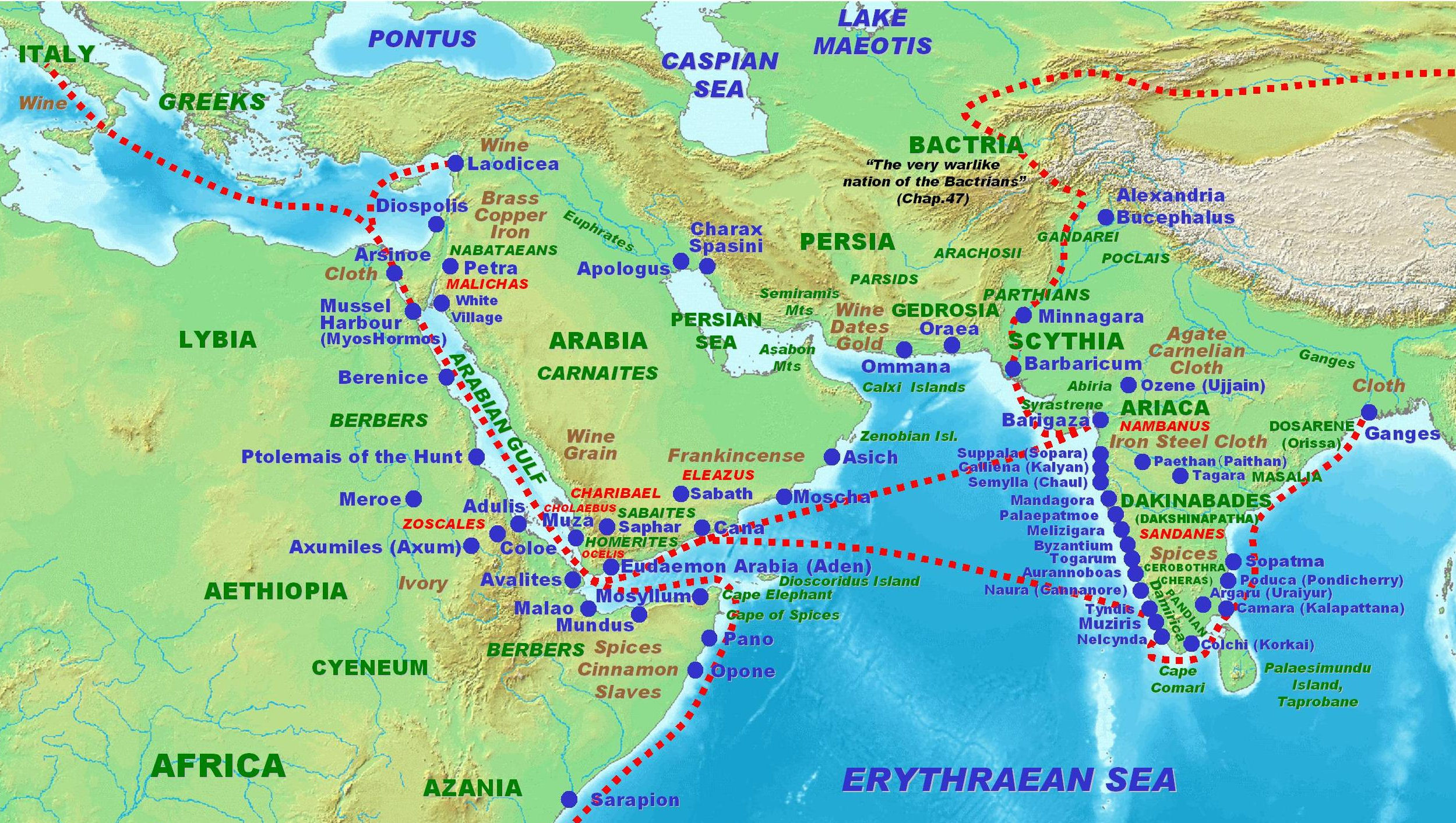
1세기 CE 에리트라해 페리플루스에 따른 인도 아대륙의 로마 무역.

프톨레마이오스 2세 필라델포스는 미오스 호르모스를 건설하고 아르시노에보다 인도와의 무역을 위한 주요 항구로 선택했는데, 아르시노에가 홍해의 머리 부분에 있었고 헤로폴리테만을 따라 항해하는 것이 번거롭고 어려웠기 때문이다. 미오스 호르모스에서 출발하는 선박들은 아프리카, 아라비아, 인도와 무역을 했다.
로마 제국과 동로마 제국 시대에는 인도와 로마 제국 간에 무역 관계가 있었다.
카락스의 이시도로스는 그의 저서 파르티아 역참(grc|Σταθμοί Παρθικοί)에서 기원전 1세기 레반트와 인도 사이의 무역로를 묘사했다.
그리스어로 쓰여진 이른바 무지리스 파피루스는 인도 무지리스에서 이집트로 돌아오는 헤르마폴론이라는 배의 화물에 대한 중요한 정보를 담고 있다. 무지리스는 또한 에리트라해 항해기에서 그리스 선박들이 항해하던 인도 항구 중 하나로 언급된다. 그리스 상인들이 방문한 다른 인도 항구로는 바리가자, 바르바리콘, 민나가라, 우자인, 아리아카가 있었다.
타콜라(Τάκωλα)는 아우레아 케르소네수스의 서해안, 인디아 엑스트라 강젬(India extra Gangem)에 있는 곳으로, 프톨레마이오스는 이곳을 상업 중심지라고 불렀다.
에리트라해 페리플루스는 로마 제국과 고대 인도를 포함한 다른 지역 간의 무역을 수행하는 항해사들을 위해 그리스어로 작성된 안내서였다. 이 책은 항구, 항로 및 상품에 대한 자세한 정보를 제공한다.
고대 그리스와 로마 작가들도 인도 무역에 사용되었던 아라비아 펠릭스의 항구들을 묘사한다.
프로코피오스는 동로마인들이 분쟁 때문에 더 이상 페르시아인들로부터 비단을 구매하고 싶지 않을 때, 인도에서 온 몇몇 승려들이 인도 너머의 세린다(grc|Σηρίνδα)라는 나라에서 오랫동안 머물다가 유스티니아누스 황제와 이야기하며 비단 문제를 해결하겠다고 약속했다고 썼다. 그리하여 동로마인들은 페르시아인들로부터 비단을 살 필요가 없게 되었다.
차나키야는 그의 아르타샤스트라에서 그리스인과 그들의 정치 체제를 언급했다.
아테나이오스는 데이프노소피스타이에서 아테네의 에우티데무스가 채소에 관한 그의 책에서 한 종류의 박류를 인도 박이라고 불렀는데, 이는 그 박의 씨앗이 원래 인도에서 들어왔기 때문이라고 썼다.
알렉산드로스 시대 이후, 그리스 세계와 스리랑카 간에는 무역 관계가 있었다. 고대 작가들은 교역된 품목들을 자세히 묘사한다. 코스마스 인디코플레우스테스는 스리랑카와 무역 관계를 맺었던 ‘소파트루스’라는 특정 그리스 상인에 대해 썼다. 자프나반도에서는 고고학자들이 그리스 비문이 있는 금화를 발견했는데, 이는 아마도 비잔티움 시대에 속하는 것일 것이다.

### 여행가와 탐험가
기원전 5세기 그리스 역사가 헤로도토스는 멀리 동쪽에 살았던 피부가 검은 사람들에 대해 알고 있었는데, 그리스인들은 그들을 아이티오페스라고 불렀지만, 그리스인들의 신념은 아프리카인과 인도인의 특징과 민족을 혼동하여 뒤섞인 것으로 보인다. 고대 그리스의 인도에 대한 지식과 관심은 알렉산드로스 대왕의 정복과 기원전 327-25년 북인도 원정 이후 크게 증가했다.

#### 고전기
밀레토스의 헤카타이오스 (기원전 549-486년)의 저작 단편들은 인더스강 유역에 사는 민족들에 대한 지식을 전달하며, 인디, 인더스, 아르간테, 오피아 사람들 등의 이름을 사용한다. 헤로도토스는 기원전 약 515년에 그리스 탐험가 스킬락스가 다리우스 1세 왕에 의해 인더스강의 경로를 따라가 그것이 어디로 이어지는지 발견하도록 파견되었다고 기록한다. 그러나 스킬락스에게 귀속된 저작물은 훨씬 후인 기원전 4세기에 작성된 것으로 밝혀졌다. 호메로스, 핀더 또는 아테네 극작가들의 작품에서는 인도에 대한 언급을 찾을 수 없다.

#### 헬레니즘 시대
기원전 4세기 말, 알렉산드로스 대왕의 정복 이후 상황은 급격히 변했다. 알렉산드로스 군대의 장교였던 네아르코스는 아마도 기원전 4세기 말에 그의 회고록을 썼을 것이며, 인도와 그곳에 살던 사람들을 묘사했다. 알렉산드로스 해군 함장이었던 아스티팔라이아의 오네시크리투스는 스리랑카에 대해 썼다.
헬레니즘 문명의 민족지학자이자 탐험가인 메가스테네스는 셀레우코스 1세가 갠지스강 북쪽에 위치한 북인도 지역을 통치했던 산드로코토스(찬드라굽타)의 궁정으로 보낸 셀레우코스 대사였다. 그의 작품 인디카 (el|Ινδικά)에서 그는 인도인의 역사와 그들의 문화에 대해 썼다. 메가스테네스는 또한 디오니소스 신과 헤라클레스 (메가스테네스의 헤라클레스)가 선사시대에 인도에 도착한 것을 언급했다. 몇 년 후, 빈두사라의 궁정 대사였던 데이마코스도 인도에 대해 썼다.
파트로클레스는 셀레우코스의 제독으로 인도양을 항해하며 자신의 여행기를 남겼고, 메가스테네스의 인도 폭 추정치를 확인했다. 그러나 인도의 동해안에 대한 그의 지식은 오류가 있었는데, 그는 바다가 인도 아대륙을 둘러싸고 인도양과 카스피해를 연결한다고 믿었다. 이 모든 것은 기원전 1세기에 활동한 그리스 역사가 스트라본의 현존하는 작품을 통해 알 수 있다. 그는 인도에 대한 이전 저작물들을 신뢰하지 않았다. 그가 보기에 그 저작물들은 많은 허구를 포함하고 있었고, 특히 데이마코스와 메가스테네스의 보고서가 그랬다. 반면 오네시크리투스와 네아르코스는 다른 몇몇과 함께 "몇 마디의 진실"을 썼다고 그는 보았다. 반면에 그는 파트로클레스와 에라토스테네스의 작품은 신뢰했다.
기원전 2세기 말의 키지쿠스의 에우독소스와 아마도 에우독소스와 관련이 있었던 히팔루스는 자신들의 배로 인도로 여행했다. 히팔루스는 1세기 CE 에리트라해 페리플루스의 저자에 의해 홍해와 인도 최남단 사이의 인도 해안을 따라 무역을 위한 정박지로서 해류, 바람, 항로를 확립한 공로를 인정받는다.

#### 로마 시대
기원전 1세기에 나체 인도 철학자이자 승려인 자르마노케가스 (아마도 불교도이지만 반드시 그런 것은 아님)는 안티오키아에서 다마스쿠스의 니콜라오스를 만났고 나중에 아테네로 여행하여 기원전 19년에 자살했다. 서기 1세기 말 또는 2세기 초에 글을 쓴 플루타르코스에 따르면, 그의 무덤은 여전히 아테네에서 볼 수 있었다.
프톨레마이오스는 서기 2세기 그의 저서에서 디오게네스라는 그리스 선장을 언급하는데, 그는 인도 여행에서 돌아오던 중 바람에 코스를 벗어나 아프리카의 뿔 아래에 멈춰야 했다. 바람이 북쪽으로 여행하기에 불리했기 때문에 그는 남쪽으로 여행하여 아프리카 동해안을 탐험했고 그곳에서 라프타 시를 발견했다. 프톨레마이오스에 따르면 이는 디오게네스의 인도 두 번째 여행 중에 일어났다.

#### 기독교 시대
10세기 동로마 백과사전인 수다는 테오필루스 인디쿠스가 인도에서 돌아왔을 때 안티오키아에서 시간을 보냈고 콘스탄티우스 2세 황제가 그를 모든 명예와 존경으로 대우했다고 언급했다.
소조메노스는 티레의 철학자 메로피오스(Μερόπιός)가 두 친척 프루멘티오스(Φρουμέντιός)와 에데시오스(Ἐδέσιος)와 함께 인도로 여행했다고 썼다.
코스마스 인디코플레우스테스의 기독교 지지는 삽화와 지도가 포함된 그리스어로 쓰여진 과학적 지리학에 대한 에세이였다. 이 작품은 인도를 언급했으며, 저자인 코스마스 인디코플레우스테스는 실제로 여행을 다녀왔고, 자신의 지리지에서 본 것들을 묘사하고 스케치했다. 코스마스 인디코플레우스테스는 "인도로 항해한 코스마스"를 의미한다.

### 도시와 장소
기원전 약 510년, 다리우스 1세의 통치 아래 페르시아인들은 리비아의 그리스 식민지 바르카 주민들을 박트리아로 이주시켰다. 나중에 크세르크세스 1세도 디디마에 살았던 그리스 사제들의 후손인 "브란키다이"와 함께 그곳에 정착했다. 헤로도토스는 또한 페르시아 장군들이 이오니아 반란의 반군 이오니아인들의 딸들을 노예로 삼아 그들이 싸움을 멈추지 않으면 박트리아로 보낼 것이라고 위협했다고 기록한다.
전설에 따르면 디오니소스 신은 뉘사 시를 세우고 그의 유모의 이름을 따서 뉘사와 뉘세아(el|Νυσαία) 땅이라고 명명했으며, 도시 근처의 산을 메론(grc|Μηρὸν)(즉 허벅지)이라고 불렀는데, 이는 그가 제우스의 허벅지에서 자랐기 때문이라고 한다. 알렉산드로스가 도시에 도착했을 때, 그와 그의 헤타이로이는 산으로 가서 담쟁이덩굴 화환을 만들고 그것으로 자신들을 왕관처럼 꾸미고 디오니소스를 찬양하는 찬송가를 불렀다. 알렉산드로스는 또한 디오니소스에게 희생 제물을 바치고 그의 동료들과 함께 잔치를 벌였다.
알렉산드로스 대왕은 니케아와 알렉산드리아 부케팔로스 도시를 세웠다. 그는 또한 자신의 개 이름을 따서 페리타스라는 도시를 세웠다. 게다가 그는 필리포스에게 인더스의 알렉산드리아를 건설하도록 명령했다. 그는 인도에도 다른 도시들을 세웠다. 퀸투스 쿠르티우스 루푸스는 알렉산드로스가 인더스 삼각주에 여러 도시를 세웠다고 썼지만, 아마도 그는 몇몇 수비대를 의미했을 것이다. 클라우디오스 아일리아누스는 알렉산드로스가 세운 도시에 마케도니아인들이 정착했다고 썼다.
플리니우스 플라톤은 네아르코스가 인도로 항해하는 동안 아르비스 마을을 세웠다고 썼다.
고대 그리스인들은 현대의 벵골만을 강게티코스 시노스(Κόλπος Γαγγητικός)라고 불렀는데, 이는 "갠지스만"을 의미한다.
프톨레마이오스에 따르면, 북인도에는 그리스-박트리아인에 의해 많은 그리스 도시가 세워졌다.
시르캅과 데메트리아폴리스는 데메트리오스 1세 아니케토스가 세웠다.
에우크라티데이아는 에우크라티데스 1세가 세웠다.
판케아는 인도양에 위치한 이상적인 섬으로 그리스 작가들에게 언급되었다.
콘타코실라(Κοντακόσσυλα)와 알로시그나는 마이솔리아(Μαισωλία 또는 Μασαλία)(현대 마술리파탐) 지역의 교역 중심지였다.
말리아르파(Μαλιάρφα)는 아르바르니 영토 내의 상당한 상업 중심지였다.
스테파노스 비잔티노스는 인도에 다이다라(Δαίδαλα)라는 도시가 있었다고 썼는데, 이를 인도-크레타 도시라고 불렀으며, 이는 아마도 크레타 용병들의 정착지였기 때문일 것이다. 스테파노스는 또한 다른 많은 인도 도시와 장소를 묘사했다.
그리스인들은 펀자브 지역을 펜타포타미아(Πενταποταμία)라고 불렀는데, 이는 다섯 강을 의미한다.
카스페이리아(Κασπειρία)는 인트라 강젬 인도의 한 지역이었는데, 프톨레마이오스는 그곳에 18개의 도시가 있다고 언급했으며, 그중에는 카스페이라(Κάσπειρα)와 라라사(Ῥαράσσα 또는 Ἠράρασα)가 있었다.
카스파티로스(Κασπάτυρος) 또는 카스파피로스(Κασπάπυρος)는 파크티케 지역의 도시였다.
칼리니팍사는 셀레우코스 1세 니카토르의 원정으로 그리스인들에게 알려진 인도 도시였다.
갠지스강 하구의 강가리다이 수도는 프톨레마이오스에 따르면 강게(Γάγγη)였다. 한편 스트라본은 비슷한 이름의 도시를 언급하지만, 강 상류, 팔리보트라 또는 파트나 근처에 위치시켰다.
에리트라해 페리플루스는 강게스(Γάγγης)라는 도시를 언급한다.
그리스인들은 인트라 강젬 지역의 동부 히말라야를 다마시산맥(τὰ Δάμασσα ὄρη)이라고 불렀다.
사우라슈트라 지역은 그리스인들에게 시라스트레네(Συραστρηνή)라고 불렸다. 프톨레마이오스는 한때 그 수도였을 수 있는 시라스트라를 언급한다. 라리카(Λαρική)는 시라스트레네와 아리아카 사이의 풍부한 상업 지구였다.
디르타(τὰ Δύρτα)는 아사카니족의 작은 마을이었다.
페페리네(Πεπερίνη)는 인도 남서부 해안에 위치한 섬으로, 후추를 생산했기 때문에 이름이 붙여졌을 가능성이 높다.
팍티케(Πακτϋική)는 인도 북서부의 한 지역이었다.
트리글리폰은 시라디아(현대 티페라)의 수도이자 왕궁이었다.
팔림보트라 (Παλιμβόθρα)는 인도에서 가장 중요한 도시 중 하나였다.
크리세와 아르기레는 고대 작가들이 언급한 인도양에 위치한 전설적인 섬들이다.
베시가(Βήσσυγα)는 스테파노스 비잔티노스에 따르면 인도에 있는 상업 중심지였다.

#### 타프로바나/타프로바네-팔라이시문두-살리케
아누라다푸라 왕국의 스리랑카에는 그리스인 정착촌이 있었다. 전 페라데니야 대학교 고전학 교수 멀린 페리스는 다음과 같이 썼다. "판두카바야 왕이 아누라다푸라의 서문(West Gate)에 정착시킨 그리스인들은 인도 북서부에 도착한 그리스인의 2세대 또는 3세대가 아니라, 기껏해야 20년 전 그리스 본토를 떠나 알렉산드로스의 수행원으로서 알렉산드로스 군대와 함께 또는 그 뒤를 따라 스리랑카에 온 사람들이었다. 동료 그리스인들이 더 남쪽으로 진격하는 것을 꺼려하자, 이 그리스인들은 분명히 그렇게 했다." 그리스인들은 스리랑카를 타프로바나라고 불렀으며, 일부 그리스 작가들은 팔레시문두, 살리케, 시엘라디바라고도 사용했다.
팔라이시문둠(Παλαισιμούνδου)은 타프로바네에 있는 도시였지만, 에리트라해 항해기의 저자는 그의 시대에 섬 전체가 이렇게 불렸다고(프톨레마이오스와 스테파노스는 섬이 시문둠(Σιμούνδου)이라고 불렸다고 말하지만, 그들이 실수를 저질렀을 가능성이 높고 정확한 이름은 팔라이시문둠이었다) 알려준다. 나중에 이 섬은 또한 살리케(Σαλική)라고도 불렸다.
스테파노스 비잔티노스는 타프로바나의 수도가 아르기라(Ἀργυρᾶ)라고 불렸다고 썼고, 파시스(Φᾶσις)라는 강도 있었다고 썼다. 프톨레마이오스는 스리랑카를 둘러싼 섬들 중 한 그룹을 나가디바(Ναγάδιβα)라고 불렀다 (자프나반도 참조). 탈라코리(Ταλάκωρυ) 또는 아아코테(Ἀακότη)는 타프로바나 북서쪽에 위치한 항구 상업 중심지였다.
타라치(Τάραχοι)는 타프로바네의 부족으로, Ἡλίου λίμην이라는 항구를 가지고 있었다.
갈리바(Γάλιβα ἄκρα)는 코리섬에 가까운 타프로바나 북부 해안의 곶이었다. 그 주변의 특정 산들도 같은 이름인 Γάλιβα ὄρη를 가졌고, 그 주민들은 갈리비(Γάλιβοι)라고 불렸다. 제우스 곶(Δίος ἄκρα)은 타프로바나 남부의 곶이었다. 정확한 위치는 확인할 수 없지만, 현재 갈에 가까웠거나 같은 곳이었을 것이다.

### 부족
그리스 작가들은 많은 부족을 언급한다. 예를 들면 다음과 같다.
- 아바스타네스 또는 아바스타니 또는 삼바스타이(Σαμβασταί) 또는 사바르카이, 아마도 암바슈타일 것이다.[134]
- 아르바르니(Ἀρούαρνοι), 인트라 강젬 인도의 한 부족.[135][136]
- 아사케노이 또는 아사카니(Ἀσσακηνοί) 또는 아스타케노이(Ἀστακηνοί).[137][138][139]
- 칼링가이, 바다 근처 강젬에서 살고 있는 인도 민족.[140]
- 카스페이라에이(Κασπειραῖοι), 인트라 강젬 인도의 한 부족.[112][111]
- 강가리다이(Γαγγαρίδαι), 갠지스강 하구 근처의 사람들. 프톨레마이오스는 갠지스강 서쪽에 있는 강가 레기아라는 수도를 그들에게 할당했다.[141]
- 구랴리온(Γουραίοι).[142]
- 하르마토트로피, 플리니우스가 힌두쿠시 산맥 기슭에 살았다고 언급한 작은 부족.[143]
- 히파시이(Ἱππάσιοι), 아스파시이(Ἀσπάσιοι) 또는 아스피이(Ἄσπιοι)와 같은 부족일 가능성이 높다.[144][145]
- 키라다이(Κιρρᾶδαι).[146]
- 마이솔리(Μαισώλοι), 마이솔리아의 사람들.[108]
- 말리.
- 만달라에(Μανδάλαι).[147]
- 파다이(Παδαῖοι), 인도 부족.
- 판다이, 여성 주권을 가진 인도의 부족.[20]
- 파라피오타이(Παραπιῶται), 나마두스강 유역의 인도 부족.[148]
- 파르기타이(Παργυῆται), 힌두쿠시산맥의 일부를 점유했던 부족.[149]
- 파살라에(Πασσάλαι), 인트라 강젬 인도의 한 부족.[150]
- 자미라에 또는 자미라이(Ζαμῖραι)와 가메라에 또는 가메라이(Γαμῆραι)는 대략 현대의 미얀마에 있는 인도 엑스트라 강젬의 부족이었다.[151]
- 오리타이(Ὠρεῖται), 게드로시아 해안 부족.[152]
- 크사트리(Ξάθροι), 하이드라오테스강 유역에 거주하는 인도 부족. 그들은 크샤트리야 카스트에서 이름을 따왔을 수 있다.[153]
- 타카라에이(Τακαραῖοι), 인트라 강젬 인도의 산악 부족. 그들은 현대 아삼주의 일부를 점유했을 것이다.[154]
- 탈룩타에, 플리니우스가 언급한 인도 엑스트라 강젬의 부족.[155]
- 타바시(Τάβασσοι), 현대 마이소르 지방 근처의 힌두스탄 남부 내륙을 점유했던 인도 부족. 그들은 산스크리트어 타파스야, “숲”에서 이름을 따온 것으로 보인다.[156]

### 기타
고대 산스크리트 문법학자인 파니니는 그의 저작에서 야바나(그리스인)라는 단어를 알고 있었다.
카티아야나는 고대 인도에 살았던 산스크리트 문법학자, 수학자이자 베다 사제였다. 그는 야바나니라는 용어를 야바나인의 문자로 설명했다. 그는 고대 페르시아어 용어 야우나가 모든 그리스인을 지칭하기 위해 산스크리트화되었다는 파니니와 같은 입장을 취했다.
테오덱테스는 일부 인도인들의 어두운 피부색이 태양 때문이라고 생각했다.
아테나이오스는 그의 데이프노소피스타이에서 인도의 역사에 관한 일련의 책을 쓴 바실리스(Βάσιλις)를 언급한다.
클라우디오스 아일리아노스는 인도의 동물들에 대해 썼다. 그는 또한 알렉산드로스가 세운 도시에 마케도니아인들이 정착했다고 언급했다.
인도에서 시행되는 전통 의학 체계인 유나니 의학은 그리스 의사 히포크라테스와 갈레노스의 가르침에 기반을 둔 그리스-아랍 의학을 의미한다. 고대 그리스 의학 체계는 현지 요소들로 풍부해졌고 인도인들과 의사들에게 긍정적으로 받아들여졌다.
인도와 인도인들은 마르티알리스의 에피그램 중 일부에 언급되어 있다.
동로마 백과사전인 수다의 많은 항목이 인도에 관한 것이다.

## 청동기 시대의 현대 고고학적 증거
미노아 문명의 도시 아크로티리에서 발견된 벽화는 인더스강 계곡이 원산지인 회색 랑구르를 묘사한 것으로 확인되었다. 미노아 세계와 인도 아대륙 간의 청동기 시대 접촉은 메소포타미아 문명에 의해 매개되었을 가능성이 있다.
역사가 피터 프랑코판은 “고가치, 고가품에 대한 장거리 무역과 지중해, 아시아, 인도양 간의 연결은 이 시기 [청동기 시대]에도 잘 증명되어 있다”고 말했다. (인도-지중해 관계 참조).
키프로스의 현대 할라 술탄 테케 지역은 후기 청동기 시대에 중요한 무역 중심지였으며, 인근 지역뿐만 아니라 아프가니스탄과 인도와 같은 먼 지역에서도 대량의 수입품이 유입되었다.

## 같이 보기
- 인도 (헤로도토스)
- 인도-그리스 왕국
- 그리스-박트리아 왕국
- 인도-스키타이
- 그리스의 인도 원정
- 아케메네스 제국의 인더스 계곡 정복
- 고대 사상의 형태
- 그리스 불교
- 그리스-불교 승려주의
- 간다라 미술
- 간다라 불교
- 인도-그리스 종교
- 바미안 석불
- 제3결집
- 불교와 로마 세계
- 인도의 경제사
- 인도의 역사적 GDP (1-1947 CE)
- 인더스-메소포타미아 관계
- 인도-지중해 관계
- 로마-인도 관계
- 인도양 무역
- 로마-중국 관계
- 인도의 해양사

## 참고 문헌
- Gazerani, Saghi (2015). 《The Sistani Cycle of Epics and Iran's National History: On the Margins of Historiography》. BRILL. 1–250쪽. ISBN 9789004282964.
- D.C. Sircar (2008). 《Studies in Indian Coins》. Motilal Banarsidass Publishers. ISBN 978-8120829732.
- Dictionary of Greek and Roman Geography (1854), William Smith, LLD, Ed., India
- Dictionary of Greek and Roman Geography (1854), William Smith, LLD, Ed., Taprobane